# Gliese 546
Gliese 546 is een oranje dwerg in het sterrenbeeld Ossenhoeder, met magnitude van +8,56 en met een spectraalklasse van K6.V. De ster bevindt zich 47,37 lichtjaar van de zon.